# 輸入失調電壓
輸入失調電壓（英語：input offset voltage），或者簡稱失調電壓(英語：offset voltage, {\displaystyle V_{OS}})，是在差動放大器，特別是在差動輸入的運算放大器中，使得輸出電壓恆定為零的兩個輸入端的直流電壓之差。而當我們短接該差動放大器的兩個輸入端並連接到地，將會在輸出端存在一個直流電壓，稱為輸出失調電壓（英語：output offset voltage），其電壓大小相當於輸入失調電壓的大小與電壓增益的積。
理想差動運算放大器中，若輸入電壓為零（即把兩個輸入端短路並接地），輸出電壓必為零。然而，由於製造工藝或製造過程中不可避免的偏差，實際的差動運算放大器中兩個輸入端上的晶體管的特性不會完全匹配，造成實際輸入電壓出現差值，該差值即為輸入失調電壓{\displaystyle V_{OS}}。
一般情況下，廉價商用級運算放大器集成電路的{\displaystyle V_{OS}}在{\displaystyle 1}至{\displaystyle 10}毫伏左右。若使用偏移置零引脚將其置零，或使用更高品質的、激光修剪的器件，輸入失調電壓將降為幾微伏。然而，輸入失調電壓也有可能因溫度改變或者老化的影響出現漂移。使用斬波器能實時測量及補償輸入失調電壓，這對於在輸入失調電壓極低的時候非常有幫助。
輸入偏置電流及輸入失調電流同樣影響該差動放大器線路上的失調電壓。輸入失調電流引起的電壓失調區別於輸入失調電壓，這是由於訊號源的阻抗以及反饋和輸入電路上的阻抗導致同相端和反相端上偏置電流出現的差值。